# Peter Zeindler

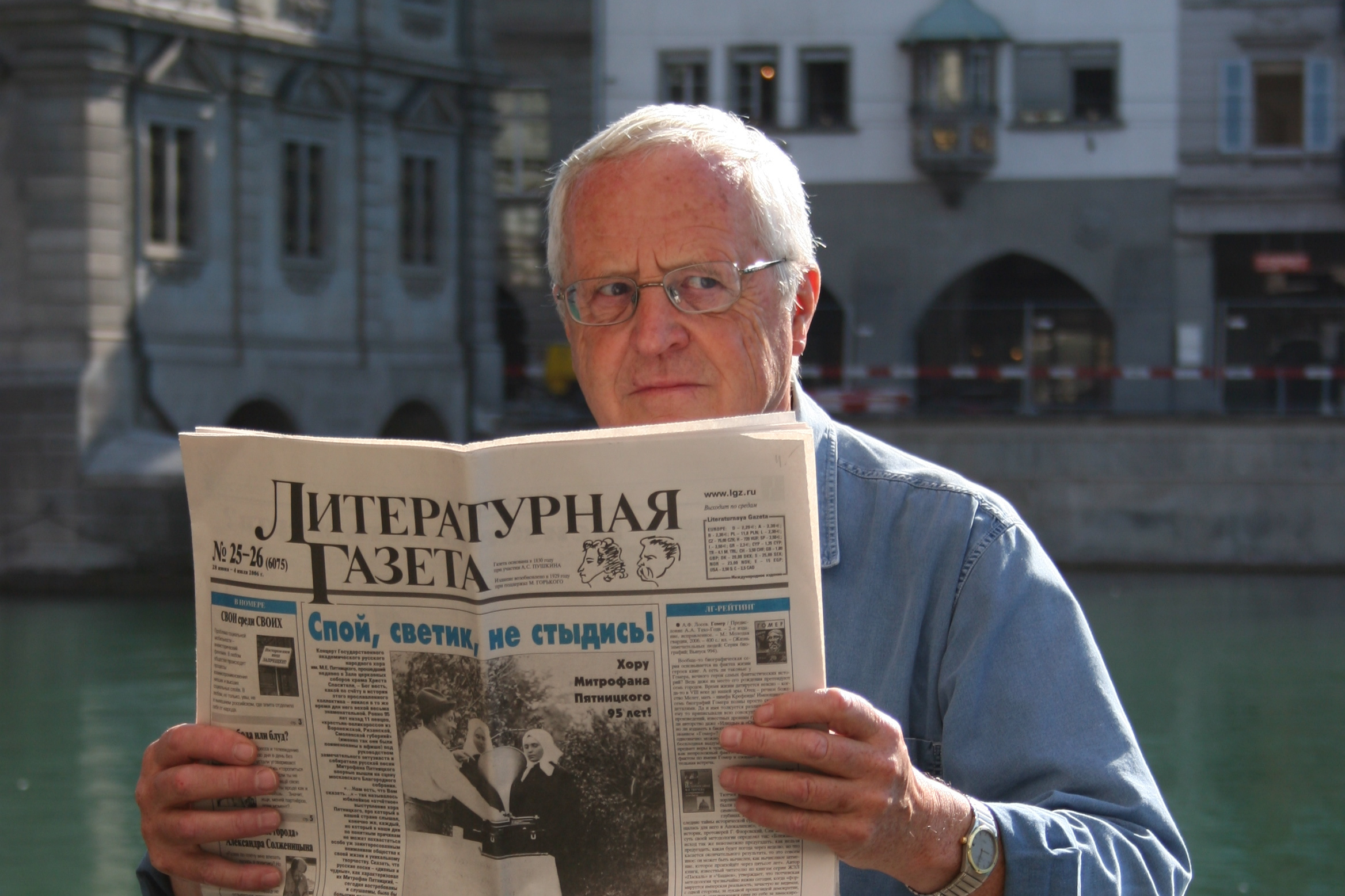
Peter Zeindler (2006)

Peter Zeindler (* 18. Februar 1934 in Zürich; † 7. Mai 2023  ebenda) war ein Schweizer Journalist und Schriftsteller, der besonders als Autor von Kriminalromanen bekannt war.

## Biografie
Zeindler war der Bruder des Filmregisseurs Werner Zeindler. Er besuchte zunächst das Lehrerseminar. Sein Studium der Germanistik und Kunstgeschichte an der Universität Zürich schloss er mit der Promotion ab; der Titel seiner Dissertation bei Emil Staiger lautete Der negative Held im Drama. Er arbeitete als Deutschlehrer am Gymnasium sowie als Dozent für deutsche Sprache an Goethe-Instituten. Darüber hinaus war er als Journalist, Redaktor und Moderator bei Radio und Fernsehen tätig. Ab 1989 moderierte er die literarische Talk-Show Bernhard-Littéraire im Zürcher Bernhard-Theater.
Er war Mitglied bei P.E.N., beim Autorenverband AdS und bei der Krimiautorenvereinigung Syndikat. Er ist der einzige Autor, der den (nationalen) Deutschen Krimipreis viermal gewinnen konnte. Peter Zeindler starb am 7. Mai 2023 im Alter von 89 Jahren in einem Zürcher Seniorenheim.

## Auszeichnungen (Auswahl)
- 1986: Deutscher Krimipreis (nochmals 1988, 1990, 1992)
- 1987: Schillerpreis der Zürcher Kantonalbank
- 1996: Glauser Ehrenpreis, für sein Gesamtwerk

## Werke (Auswahl)
Konrad-Sembritzki-Zyklus
- Widerspiel. Roman. Zsolnay, Wien 1987, ISBN 3-552-03923-6.
- Der Zirkel. Roman. Heyne, München 1988, ISBN 3-453-02560-1.
- Die Ringe des Saturns. Kriminalroman. Goldmann, München 1992, ISBN 3-442-05200-9.
- Der Schattenagent. Roman. Goldmann, München 1992, ISBN 3-442-09970-6.
- Feuerprobe. Roman. Goldmann, München 1993, ISBN 3-442-41318-4.
- Der Schläfer. Agentenroman. Arche, Zürich 1993, ISBN 3-7160-2157-1.
- Mord im Zug. Böse Geschichten. Arche, Zürich 1994, ISBN 3-7160-2173-3.
- Ausgetrieben. Roman. Arche, Zürich 1995, ISBN 3-7160-2188-1.
- Aus Privatbesitz. Roman. Arche, Zürich/Hamburg 1998, ISBN 3-7160-2247-0.
- Abschied in Casablanca. Sembritzki auf Mission in Marokko. Arche, Zürich 2000, ISBN 3-7160-2274-8.
- Das Sargbukett oder Sophies erster Fall. Kriminalroman. Pendragon-Verlag, Bielefeld 2009, ISBN 978-3-86532-093-3.
- Die weisse Madonna. Reinhardt-Verlag, Basel 2014, ISBN 978-3-7245-1991-1. (Rezension NZZ)

Romane und Geschichten
- Tarock. Kriminalroman. Goldmann, München 1992, ISBN 3-442-05194-0.
- Salon mit Seerosen. Kriminalroman. Arche, Zürich 1996, ISBN 3-7160-2216-0.
- Abgepfiffen. Best of Foul Play. Rowohlt, Reinbek 1998, ISBN 3-499-43323-0.
- Das Lächeln des andern. Roman. Arche, Zürich 2002, ISBN 3-7160-2306-X.
- Das unheimliche Auge Kinderkrimi. Nagel & Kimche, München 2003, ISBN 3-312-00944-8.
- Toter Strand. Roman. Arche, Zürich 2004, ISBN 3-7160-2334-5.
- Der Schreibtisch am Fenster. Roman. Arche, Zürich 2006, ISBN 3-7160-2352-3.
- Grüezi – Moin, Moin. Szenen aus Zürich & Hamburg und Hamburg & Zürich. Arche, Zürich 2006, ISBN 978-3-7160-2364-8.
- Der Mauersegler. Roman nach einer Geschichte von Peter und Christa Gross-Feurich Arche, Zürich 2007, ISBN 978-3-7160-2372-3.
- Tanti Auguri. Kriminalroman. Walker, Zürich 2008, ISBN 978-3-9523436-0-9.
- Die Meisterpartie. Kriminalgeschichten. Pendragon-Verlag, Bielefeld 2009, ISBN 978-3-86532-127-5.

Theaterstücke und Liedtexte
- Animale amoroso. Gereimte Texte für die Produktion des «Trio Festivo»
- Der Eremit. Dramatische Collage. UA: Stadttheater Bern 1966
- Kurzschluss. UA: Badisches Staatstheater Karlsruhe 1969
- Der Kurgast. UA: Theater am Hechtplatz, Zürich 1985
- Alles schon hundertmal gesagt. Chansons für Eva Rieck. UA: Hechtplatz, Zürich 1987.
- Heut lieb’ ich meinen Schreiner. Chansons für Gabriela Tanner. UA: Keller 62, Zürich 2001.
- Zwischentexte zum Singespiel Erwin und Elmire von Othmar Schoeck. UA: Aargauer Kammerorchester, Aarau 2002.
- Zwischentexte für die Oper Marc’Antonio e Cleopatra von Johann Adolph Hasse. UA: Theater Stok, Zürich 2003.

Hörspiele
- Informationen. DRS 1972
- Ausbrechen. Regie: Walter Baumgarter, DRS 1974
- Die Meisterpartie. SWF 1990
- Alte Kameraden. SWF/SFB 1992
- Die Austreibung. SWF/SFB 1993
- Duett in Zürich. SWF/SFB 1996
- Der Heimwerker. Regie: Walter Baumgarter, DRS 1998
- Der letzte Gang. DRS 2000

TV-Drehbücher
- Michael Kehlmann (Regie): Der Meister des Jüngsten Tages. 1988 (nach dem gleichnamigen Roman von Leo Perutz).
- Michael Kehlmann: Die Ringe des Saturn. 1990
- Bernhard Giger (Regie): Gehirnwäsche. 1993 (Tatort-Folge 276).